# Puchar Świata w skeletonie 1986/1987
Sezon 1986/1987 Pucharu Świata w skeletonie – 1. sezon Pucharu Świata w skeletonie. Zwycięzcą został Austriak Andy Schmid.

## Klasyfikacja
| lp. | zawodnik       | kraj       |
| --- | -------------- | ---------- |
| 1.  | Andy Schmid    | Austria    |
| 2.  | Alain Wicki    | Szwajcaria |
| 3.  | Christian Auer | Austria    |